# Cratere Imagmi
Imagmi  è un cratere sulla superficie di Venere.